# L’Herbergement
L’Herbergement ist eine französische Gemeinde mit 3.437 Einwohnern (Stand: 1. Januar 2022) im Département Vendée in der Region Pays de la Loire. Die Gemeinde gehört zum Arrondissement La Roche-sur-Yon und zum Kanton Aizenay. Die Einwohner werden Herbergementais und Herbergementaises genannt.
Die Gemeinde erhielt 2023 die Auszeichnung „Zwei Blumen“, die vom Conseil national des villes et villages fleuris (CNVVF) im Rahmen des jährlichen Wettbewerbs der blumengeschmückten Städte und Dörfer verliehen wird.

## Geografie
L’Herbergement liegt im nördlichen Teil des Départements, etwa 27 Kilometer nordnordöstlich von La Roche-sur-Yon und etwa 38 Kilometer südsüdöstlich von Nantes in der Région naturelle Bocage vendéen. Im Ortsgebiet entspringt das Flüsschen Blaison, ein Zufluss der Maine. 
Umgeben wird L’Herbergement von den Nachbargemeinden Montaigu-Vendée im Norden und Nordosten, Les Brouzils im Osten und Südosten sowie Montréverd im Westen und Nordwesten.

### Bevölkerungsentwicklung
| 1962                       | 1968 | 1975 | 1982 | 1990 | 1999 | 2006 | 2013 | 2020 |
| -------------------------- | ---- | ---- | ---- | ---- | ---- | ---- | ---- | ---- |
| 857                        | 1414 | 1531 | 1654 | 1706 | 1896 | 2469 | 2989 | 3344 |
| Quellen: Cassini und INSEE |      |      |      |      |      |      |      |      |

## Sehenswürdigkeiten
- Kirche Sainte-Madeleine, 1896 an der Stelle der Kirche aus dem 12. Jahrhundert erbaut
- Schloss Le Bois Cholet, teilweise aus dem 18. Jahrhundert

## Persönlichkeiten
- Hilarion-François de Chevigné de Boischollet (1746–1812), Bischof von Séez, geboren in L’Herbergement